# 四望湖
四望湖是一个位于中国江西省波阳县的湖泊，面积约为1.6平方千米，平均水深约为6米。